# Hành khúc Hohenfriedberg

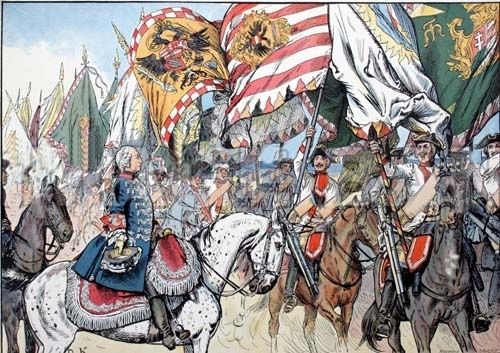
Quang cảnh sau trận đánh tại Hohenfriedberg, tranh vẽ của nhà họa sĩ người Đức là Carl Röchling.

Hành khúc Hohenfriedberg (tiếng Đức: Der Hohenfriedberger) là một bản quân hành ca nổi tiếng của Quân đội Phổ, để ca ngợi chiến thắng của họ. Đây là một ca khúc nặc danh, song tương truyền rằng vị vua - chiến binh Friedrich II của Phổ (tức Friedrich Đại đế, 1712 - 1786) chính là người đã sáng tác bản quân hành ca này vào năm 1745, sau khi ông đại phá quân Liên minh Áo - Sachsen do Vương công Karl Alexander xứ Lothringen chỉ huy trong trận Hohenfriedberg đẫm máu (gần Striegau) trong cuộc Chiến tranh Silesia lần thứ hai. Liên quân Áo - Sachsen gần như bị tiêu diệt hoàn toàn. Chiến thắng huy hoàng này mang lại niềm tin cho những người lính về tài nghệ quân sự của Quốc vương. Theo các tài liệu, lực lượng Long Kỵ binh Bayreuth của Phổ đã chiến đấu dũng mãnh trong trận thắng vang dội này, do đó ông đã ban tặng bản quân hành ca này cho họ. Tuy được xem là vị Quân vương có tài điều binh khiển tướng xuất sắc, Friedrich Đại Đế cũng là người ham mê âm nhạc và thậm chí ông còn đề cao tài nghệ âm nhạc của ông hơn cả tài năng quân sự; và việc sáng tác bản quân hành ca này cũng là sự thư dãn của ông sau chiến thắng. Sáng tác trong bối cảnh cuộc tranh hùng tranh bá tại Trung Âu giữa nhà vua - chiến binh Friedrich Đại đế nước Phổ và Đại Công nương Maria Theresia của Áo, bản quân hành ca này được xem là một điển hình tốt đẹp về cuộc hành binh chậm rãi của tướng sĩ, ngoài ra còn nói lên sự anh minh, biết làm chủ tình hình và hiền từ của Đức Vua. Những giai điệu ngân vang lên của bản quân hành ca này cũng được xem là đã thể hiện rõ nét chiến công hào hùng của nhà vua và ba quân, tiêu diệt địch thủ.
Trong thời kỳ cai trị của Friedrich Đại đế, những bản hành khúc như vậy luôn luôn đóng vai trò động viên tinh thần toàn quân. Được đánh giá rất cao, bản quân hành ca này đã khiến cho chiến thắng huy hoàng của Quốc vương tại Hohenfriedberg trở nên bất hủ. Tuy nhiên, sau khi sáng tác bản quân hành ca này ông nhanh chóng lên đường tiếp tục chinh chiến. Kiệt tác này trở nên nổi tiếng trên toàn Vương quốc Phổ, như Thủ tướng Otto von Bismarck có nhìn nhận vào năm 1849. Sau chiến thắng của Quân đội Phổ trước Quân đội Áo trong trận Königgrätz vào ngày 3 tháng 7 năm 1866, nhà soạn nhạc quân sự người Đức là Johann Gottfried Piefke (1815 - 1884) đã sáng tác bản "Hành khúc Königgrätz" – cũng là một bản quân hành ca nổi tiếng của Đức – vào năm 1866, và bản "Hành khúc Hohenfriedberg" được sử dụng làm phần triô của "Hành khúc Königgrätz". Sau khi Đức hoàng (Kaiser) Wilhelm I thiết lập Đế quốc Đức vào năm 1871, bản Hành khúc Hohenfriedberg được coi là một tuyệt tác xuất sắc của nền âm nhạc quân sự và sau này trở nên phổ biến trên khắp Đế quốc Đức, vì nó tái diễn chiến công hào hùng của triều đại nhà Hohenzollern trong suốt những năm tháng huy hoàng trị vì Phổ - Đức của họ. Đây được xem là một trong những bản hành khúc quen thuộc nhất của lực lượng Quân đội Đức.
Ngay từ trong buổi lễ đăng ngôi của Đức hoàng Wilhelm I đồng lời là lễ thành lập Đế quốc Đức tại cung điện Versailles (Pháp) - một sự kiện chứng tỏ sức mạnh của Vương triều Hohenzollern, các đội nhạc binh đã chào đón vị tân Hoàng đế đáng kính của họ bằng bản quân hành ca này - được xem là một giá trị truyền thống của người Phổ. Ngoài ra, các đội nhạc binh tụ tập tại đây cũng vang ca bài Heil Dir im Siegerkranz!, góp phần khiến cho lễ gia miện của Đức hoàng trở nên không khác gì một cuộc duyệt binh. Thậm chí Hoàng thái tử Đức khi đó là Friedrich Wilhelm (sau này là Đức hoàng Friedrich III) còn có dự kiến chọn bản "Hành khúc Hohenfriedberg" làm ca khúc chính thức của các Hoàng đế nước Đức, giống như ca khúc "Hail to the Chief" đối với các Tổng thống Hoa Kỳ, nhưng không thành công. Hồi đầu thế kỷ 20, khi nền quân sự lẫy lừng của nước Đức lan truyền ảnh hưởng đến Chile ở tận châu Mỹ, viên Đại tá Đức hỗ trợ cho Quân đội Chile là Hans Edler von Kiesling có nhận thấy rằng những khúc quân hành ca oai hùng của nước Đức vang lên tại Chile, trong đó có cả bản hành khúc chiến thắng - Hành khúc Hohenfriedberg của ông vua - chiến sĩ Friedrich Đại Đế năm xưa. Sau năm 1945, ở nước Cộng hòa Liên bang Đức, bản quân hành ca này vẫn là một ca khúc trứ danh, dùng để huấn luyện binh sĩ trong lực lượng Quân đội Liên bang.

## Lời
| Bản gốc Tiếng Đức 1. Tiết: Auf, Ansbach-Dragoner! Auf, Ansbach-Bayreuth! Schnall um deinen Säbel und rüste dich zum Streit! Prinz Karl ist erschienen auf Friedbergs Höh'n, Sich das preußische Heer mal anzusehen. Đoạn điệp (2x): Drum, Kinder, seid lustig und allesamt bereit: Auf, Ansbach-Dragoner! Auf, Ansbach-Bayreuth! Drum, Kinder, seid lustig und allesamt bereit: Auf, Ansbach-Dragoner! Auf, Ansbach-Bayreuth! 2. Phần đồng ca: Hab'n Sie keine Angst, Herr Oberst von Schwerin, Ein preuß'scher Dragoner tut niemals nicht fliehn! Und stünd'n sie auch noch so dicht auf Friedbergs Höh', Wir reiten sie zusammen wie Frühlingsschnee. Ob Säbel, ob Kanon', ob Kleingewehr uns dräut: Đoạn điệp (2x): Drum, Kinder, seid lustig und allesamt bereit: Auf, Ansbach-Dragoner! Auf, Ansbach-Bayreuth! Drum, Kinder, seid lustig und allesamt bereit: Auf, Ansbach-Dragoner! Auf, Ansbach-Bayreuth! 3. Phần đồng ca: Halt, Ansbach-Dragoner! Halt, Ansbach-Bayreuth! Wisch ab deinen Säbel und laß vom Streit; Denn ringsumher auf Friedbergs Höh'n Ist weit und breit kein Feind mehr zu sehn. Und ruft unser König, zur Stelle sind wir heut': Auf, Ansbach-Dragoner! Auf, Ansbach-Bayreuth! Đoạn điệp: Drum, Kinder, seid lustig und allesamt bereit: Auf, Ansbach-Dragoner! Auf, Ansbach-Bayreuth! | Bản dịch Tiết 1 Đứng lên, Long kỵ binh Ansbach! Đứng lên, Ansbach-Bayreuth! Thanh kiếm trên dây đeo của bạn và trang bị cho mình cho trận chiến! Vương công Karl xuất hiện Oai vệ trên núi Friedberg Quân đội Phổ quan sát ! Đoạn điệp (2x): Tiếng trống, trẻ em, thật hài hước và tất cả đã sẵn sàng: Đứng lên, Long kỵ binh Ansbach! Đứng lên, Ansbach-Bayreuth! Tiếng trống, trẻ em, thật hài hước và tất cả đã sẵn sàng: Đứng lên, Long kỵ binh Ansbach! Đứng lên, Ansbach-Bayreuth! 2. Phần đồng ca: Không phải lo lắng, Đại tá Schwerin, Một Long kỵ binh Phổ không chạy trốn, không bao giờ! Và họ cũng đứng rất gần với đồi Friedberg, Chúng tôi cưỡi cùng nhau giống như mùa xuân có tuyết. Cho dù bị thương, cho dù tiêu chuẩn, cho dù cánh tay nhỏ, đe dọa chúng tôi Đoạn điệp (2x): Tiếng trống, trẻ em, thật hài hước và tất cả đã sẵn sàng: Đứng lên, Long kỵ binh Ansbach! Đứng lên, Ansbach-Bayreuth! Tiếng trống, trẻ em, thật hài hước và tất cả đã sẵn sàng: Đứng lên, Long kỵ binh Ansbach! Đứng lên, Ansbach-Bayreuth! 3. Phần đồng ca: Dừng lại, Ansbach-dragoon! Dừng lại, Ansbach-Bayreuth! Xoá sạch các vết thương của bạn và để cho các tranh chấp; Đối với xung quanh Trên núi Friedberg uy nghiêm Có xa và rộng không còn một kẻ thù để được nhìn thấy. Và các cuộc gọi vua của chúng tôi, đến độ chúng ta ngày nay: Đứng lên, Long kỵ binh Ansbach! Đứng lên, Ansbach-Bayreuth! Đoạn điệp: Tiếng trống, trẻ em, thật hài hước và tất cả đã sẵn sàng: Đứng lên, Long kỵ binh Ansbach! Đứng lên, Ansbach-Bayreuth! |

## Trong văn hóa phổ biến
Đây được coi là một ca khúc điển hình trong thời kỳ nở rộ của những bản quân hành ca kinh điển, đó là những năm tháng trị nước của vị độc tài sáng suốt Friedrich Đại Đế - có lẽ là người sáng tác ra bản quân hành ca lừng danh này để tôn vinh thắng lợi của ông.
- Đến năm 1930, nước Cộng hòa Weimar cũng có sản xuất bộ phim "Das Flötenkonzert von Sanssouci" (Buổi hòa nhạc sáo tại điện Vô Ưu), kể lại về những trang sử vàng son của nước Phổ dưới triều đại của nhà vua Friedrich Đại Đế, trong đó những giai điệu của bản Hành khúc Hohenfriedberg có vang lên ở cảnh ba quân hừng hực khí thế lên đường hành binh, sẵn sàng đánh lại cuộc xâm lược của quân Liên minh Nga - Áo - Pháp - Sachsen.[25]
- Bản Hành khúc Hohenfriedberg được sử dụng trong phần mở đầu của bộ phim Stalingrad và trong bộ phim Barry Lyndon thể hiện lực lượng Quân đội Phổ trong cuộc Chiến tranh Bảy Năm. Do bản quân hành ca này cũng được sử dụng trong các phần của bản Hành khúc Königgrätz, nó cũng có thể được nghe trong bộ phim trinh thám Indiana Jones and the Last Crusade ở cảnh đốt sách.